# Sergio Della Sala
Sergio Della Sala (Milano, 23 settembre 1955) è un neuroscienziato italiano, direttore della rivista Cortex.

## Biografia
Ha studiato all'Università degli Studi di Milano, all'Università della California - Berkeley, Medical Research Council, e all'Università di Cambridge (Regno Unito).
Ha ricoperto incarichi alle università di Milano, Perth (Australia), Aberdeen (Regno Unito) e attualmente (2020) lavora presso l'Università di Edimburgo come professore di neuroscienze cognitive umane. Il suo principale campo di studio è la relazione tra cervello e comportamento. È autore di oltre 600 lavori sperimentali sottoposti a revisione paritaria e direttore della rivista scientifica Cortex.
È stato presidente del CICAP (Comitato italiano per il controllo delle affermazioni sulle pseudoscienze).